# Calosoma kuschakewitschi batesoni
Calosoma (Callisthenes) kuschakewitschi batesoni – podgatunek chrząszcza z rodziny biegaczowatych, podrodziny Carabinae i plemienia Carabini.
Gatunek ten został opisany w 1928 roku przez Andrieja Siemionowa i Władimira Riedikorcewa. Sandro Bruschi synonimizuje z nim podgatunek C. k. solskyanus Obydov, 1999, podczas gdy baza Carbidae of the World uznaje go jako samodzielny podgatunek.
Krótkoskrzydły tęcznik o ciele długości od 20 (lub od 18, uwzględniając synonimizację C. k. solskyanus) do 26 mm. Przedplecze ma najszersze przed środkiem długości, a pokrywy stosunkowo krótkie.
Chrząszcz palearktyczny, endemiczny dla Kazachstanu, gdzie zasiedla stepy w rejonie Jeziora Aralskiego.